# Álvaro do Carvalhal
Álvaro do Carvalhal Sousa Teles, né à Argeriz le 3 février 1844 et mort à Coimbra le 14 février 1868, est un écrivain portugais.
Álvaro do Carvalhal s'intéresse aux sciences humaines à Porto, où il a commencé à publier des poèmes et de prose dans les journaux locaux. Parallèlement, il initie la composition de son premier roman. 
Puis, il s'inscrit à la faculté de droit de Coimbra, où il forme avec un groupe d'amis la "génération 70". Soucieux de sa santé fragile, il organise l'édition de ses histoires qui seront présentées à titre posthume. 
Il meurt à 24 ans dans sa 4e année d'étude de droit. 
Citation attribuée : "La vérité est la loi d'une seule interprétation". 

## Œuvres
- 1862, O castigo da vingança! (Le châtiment de la vengeance)
- 1868, Contos, à titre posthume